# 地球同步卫星运载火箭3型号
運載火箭3型號（英語：The Launch Vehicle Mark-3），簡稱LVM3，前稱地球同步衛星運載火箭3型號（英語：Geosynchronous Satellite Launch Vehicle Mk III），簡稱GSLV III，為印度空间研究组织所研發的火箭，主要目的為發射地球靜止軌道衛星及發展印度载人航天，該火箭第三級為印度研發的低溫火箭引擎，且酬載量較原先的地球同步衛星運載火箭為大。火箭起飞总重量630吨，近地運載力跨過10公噸門檻。
火箭点火发射后，两台固体火箭将产生峰值推力2x500吨。点火后114秒时，固体火箭推力下降导致加速度下降，这将启动L110常温液体火箭点火。然后固体火箭与液体火箭共同运行14秒钟后固体火箭关机，第140秒固体火箭抛离。液体火箭继续推进至第313秒时也被抛离。上面级推动载荷入轨，上面级低温火箭发动机于2015至2017年完成研制。
固体段发动机S200是目前世界上第三大的固体火箭发动机。仅次于美国航天飞机RSRM固体助推器与阿里安公司的P230固体助推器。

## 改進和升級

### 重新設計

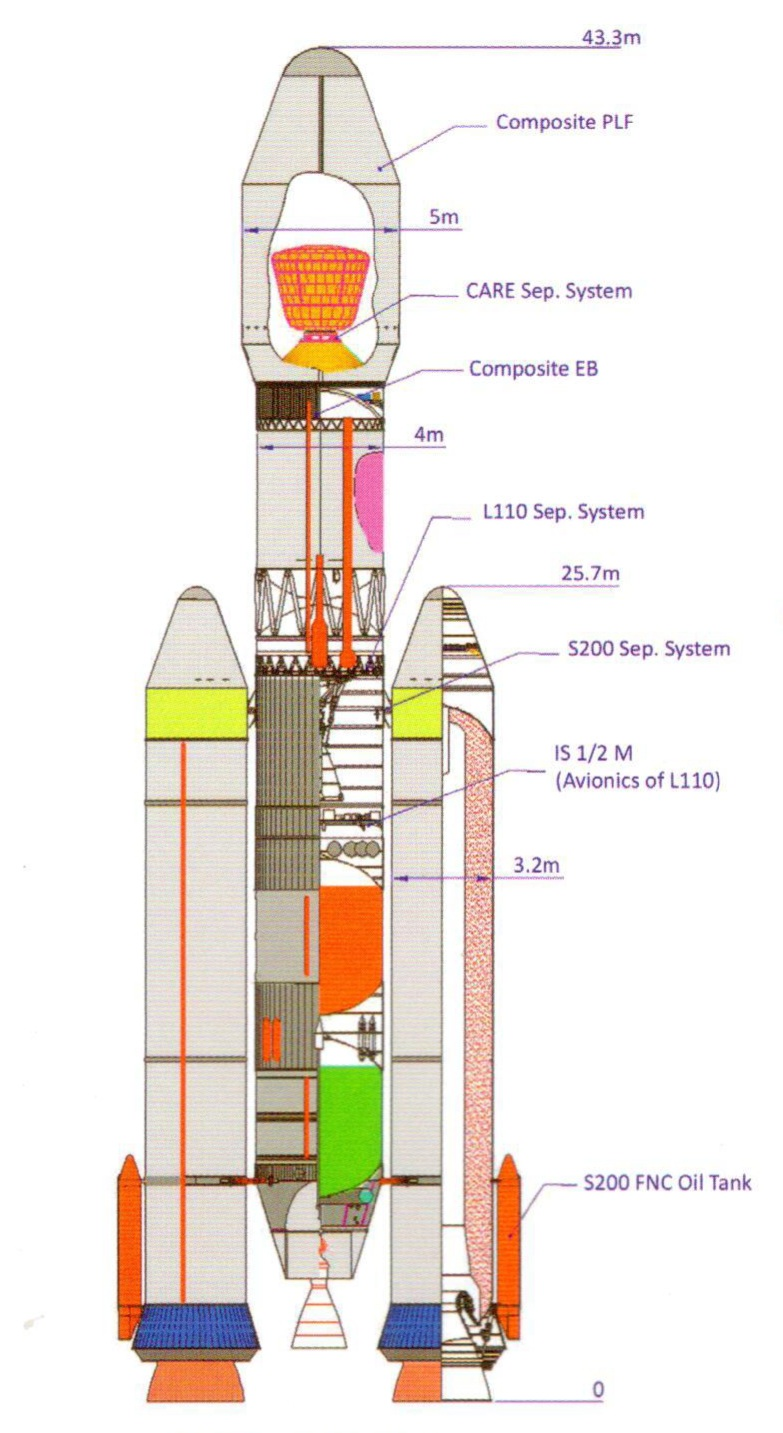
LVM3-X配置

在GSLV Mk III進行亞軌道測試飛行之後，對火箭各部份進行了改進以提高性能。助推器前端段的推進劑顆粒幾何形狀從10瓣的縫隙構造更改為13瓣的星形構造，推進劑的裝載量減少到205噸（452,000磅），以提高跨音速飛行的性能。有效載荷整流罩被修改為半球形，S200助推器鼻錐被傾斜以改善空氣動力學性能。亦重新設計了C25低溫級的箱間結構以提高密度。

### 升級版
有一项計劃是將GSLV Mk III的芯一级(L110平台)替換為由SCE-200提供動力的新型平台，亦計劃增加採用液氫液氧為推進劑的芯二級的推進劑裝載量，從25噸（55,000磅）增加到30噸（66,000磅）。這可以將運送有效載荷至GTO的質量，由目前的4公噸（8,800磅）提升到6.2公噸（約13,640磅）。 SCE-200使用煤油代替目前使用的UDMH作為燃料，每台可以產生約200噸的推力。有一個可能方案是使用四個SCE-200發動機並聯在一個芯級上，這樣的火箭無需使用固體火箭助推器，也可以向GTO輸送多達10噸（22,000磅）的載荷。升級版GSLV Mk III的首飛預計在2020年12月進行，但採用SCE-200動力版本暫不會用於ISRO軌道飛行器的載人飛行任務。
九月2019年有一份引述S. Somanath(VSSC主任)的報告，SCE-200半低溫發動機準備開始測試。據報導，這種半低溫發動機基於烏克蘭的RD-810。根據2005年印度和烏克蘭之間和平利用外層空間合作的框架協議，烏克蘭將測試印度版發動機的組件，預計在成功完成ISRO軌道飛行器的計劃後才能實用化。GSLV Mk III的升級版計劃在2022年之前問世。

## 发射记录
| 編號 | 發射時間 (UTC)       | 型號      | 發射台                        | 酬載衛星                    | 酬載重量 | 結果 | 備註 |
| ---- | -------------------- | --------- | ----------------------------- | --------------------------- | -------- | ---- | --- |
| X1   | 2014年12月18日 04:00 | MGSLV-III | 萨迪什·达万航天中心第二发射台 | 乘员舱重返大气层试验 (CARE) | 3,775 kg | 成功 | 亚轨道酬載測試 本次測試所搭載之上面級发动机C-25並無实际功能，僅模擬其重量分布 LVM3於12月18日發射成功，在運載火箭及CARE模組均符合任務預期參數。 |
| D1   | 2017年6月5日         | Mk III    | 萨迪什·达万航天中心第二发射台 | GSAT-19                     | 3,136 kg | 成功 | 为发射新一代GSAT重约3.5吨。 将有全功能低温级。                                                                                                 |
| D2   | 2018年11月14日       | Mk III    | 萨迪什·达万航天中心第二发射台 | GSAT-29                     | 3,423 kg | 成功 | |
| M1   | 2019年7月22日        | Mk.III    | 萨迪什·达万航天中心第二发射台 | 月船2號                     | 3,877 kg | 成功 | 本型号火箭首次应用型发射。 |
| M2   | 2022年10月22日       | Mk.III    | 萨迪什·达万航天中心第二发射台 | 36颗OneWeb卫星              | 5796 kg  | 成功 | 第1次为OneWeb进行商业发射任务。 |
| M3   | 2023年3月26日        | Mk.III    | 萨迪什·达万航天中心第二发射台 | 36颗OneWeb卫星              | 5805 kg  | 成功 | 第2次为OneWeb进行商业发射任务。也是本型号火箭发射最重的负载。                                                                                  |
| M4   | 2023年7月14日        | Mk.III    | 萨迪什·达万航天中心第二发射台 | 月船3号                     | 3895 kg  | 成功 | 重复月船2号的任务。 |

## 参看
- 極軌衛星運載火箭
- 地球同步衛星運載火箭
- ISRO軌道飛行器